# سپستان
سپستان (نام علمی: Cordia myxa) نام یک گونه از سرده سپستان و تیره گاوزبانیان است.

اندازه میوه رسیده دو گونه سپستان در جنوب ایران

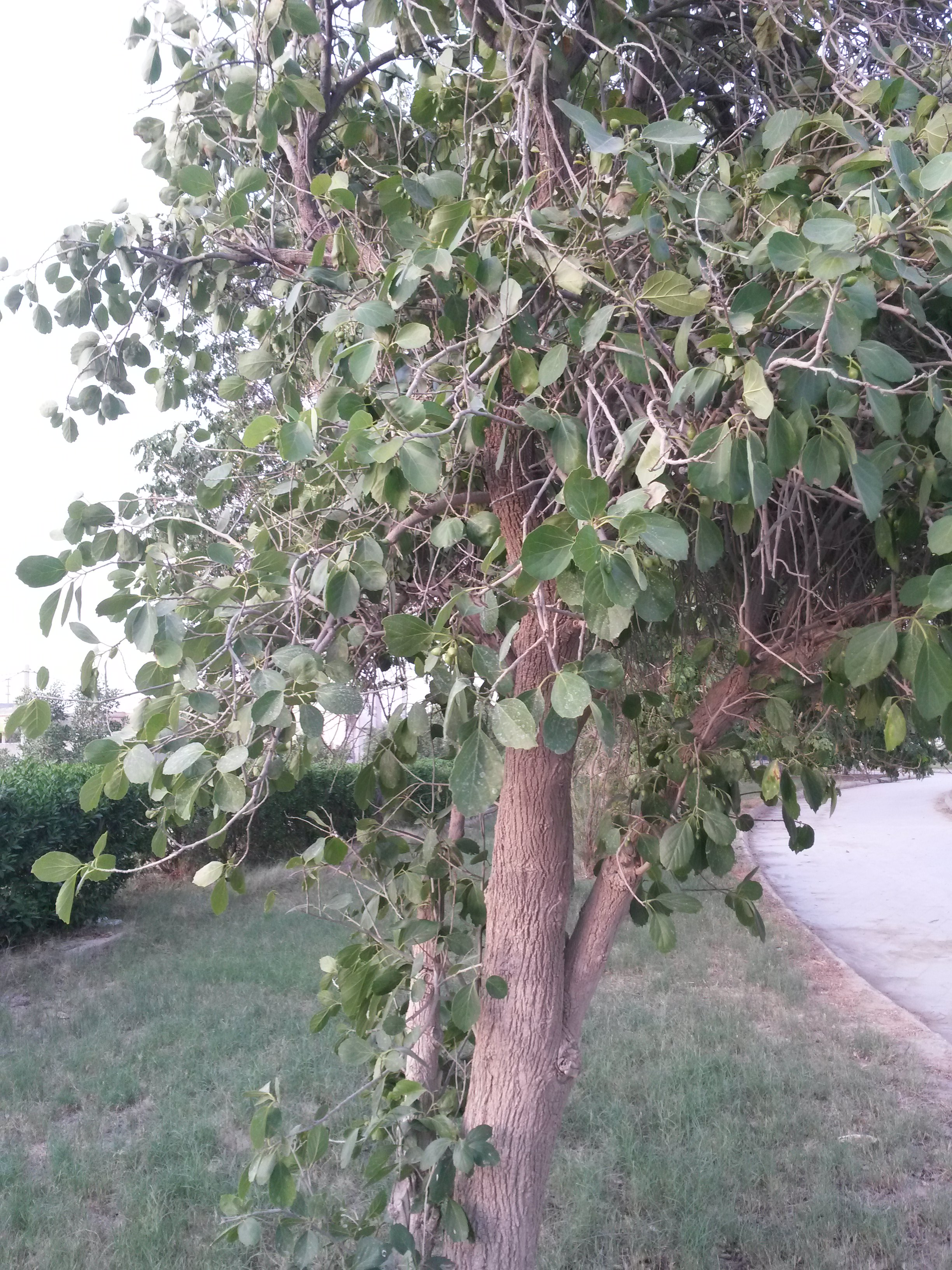
یک درخت سپستان در آب‌پخش

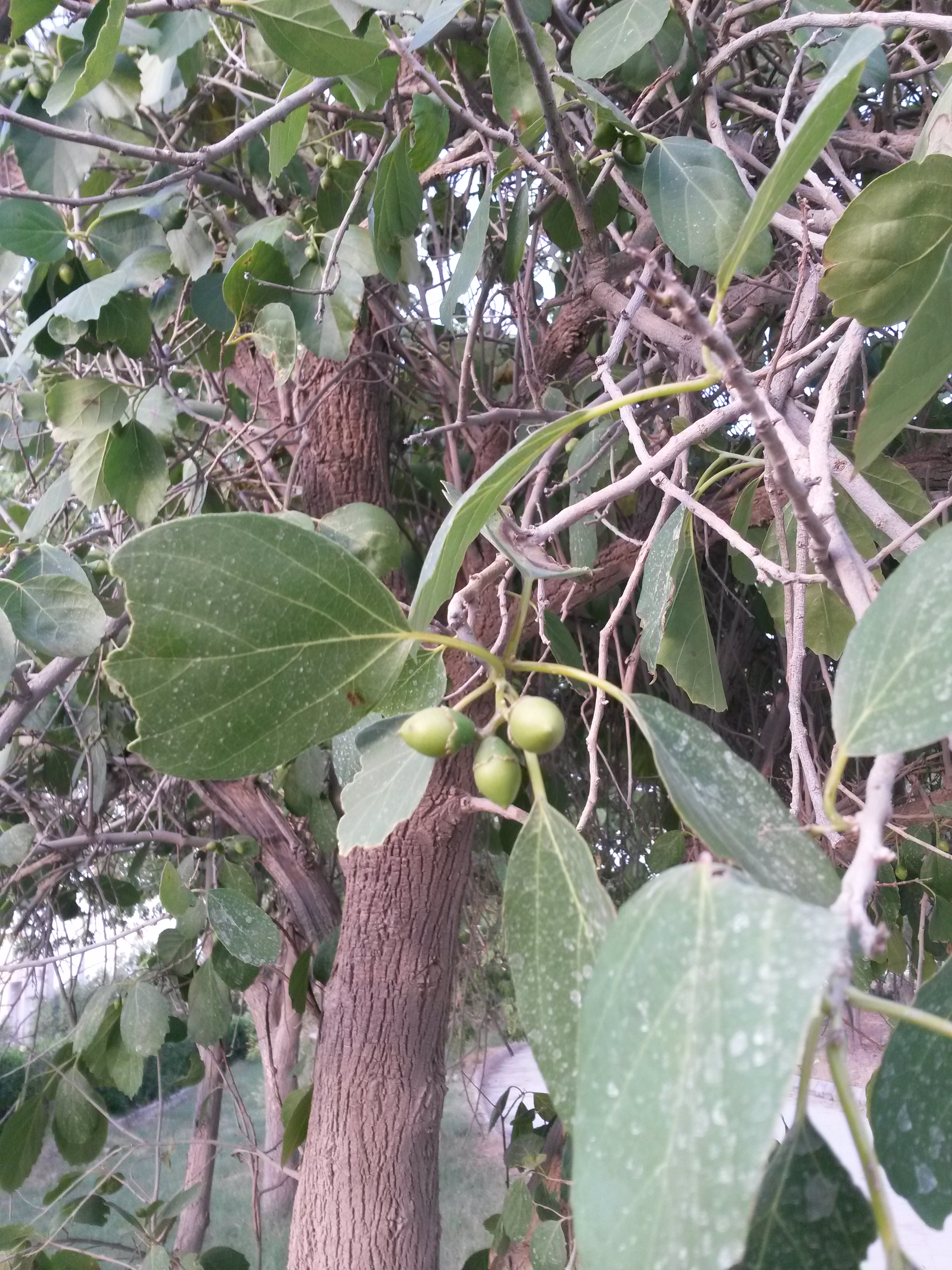
تصویر میوه نرسیده درخت سپستان در آب‌پخش

درخت سپستان در نواحی جنوبی ایران پراکندگی دارد. این گیاه نسبت به خاک‌های مختلف حساسیت خاصی نشان نمی‌دهد (خاک‌های با بافت سبک را بیشتر می‌پسندد)، در رطوبت بالا عملکرد بهتری دارد و در ایران ارتفاع آن از ۳ تا ۸ متر است.
سپستان گیاهی است درختی که اندام‌های هوایی آن پوشیده از کرک و پرزهای خشن می‌باشد. برگ‌های آن متناوب و بدون گوشوارک بوده بی‌کرک، بیضوی منتهی به دمبرگ بلند، گل‌ها دوجنسی پنج‌پر متشکل از ۲ برچه پیوسته با گلی قیفی مجتمع به صورت گرزن فاصله‌دار است.
میوه آن شفت است و میانبر چسبنده دارد. میوه شفت آن به بزرگی یک گیلاس است.
میوه این گیاه به اندازه آلوی کوچکی است و در درون آن شیره‌ای لزج و شیرین است که کاربرد دارویی دارد و علیه سرفه سودمند است.
در پزشکی سنتی از سپستان به عنوان ملین، خلط‌آور و نرم‌کننده (به ویژه در برطرف کردن گرفتگی صدا) استفاده می‌کرده‌اند.
همچنین شیره آن به عنوان چسب برای ساخت بادبادک به کار می‌رود.
سپستان همچنین باعث کاهش فشار خون شده و از لیزاب آن در صنایع قرص‌سازی استفاده می‌شود.
گونه‌های لیتوسپرموم آن، فعالیت هورمونی داشته و همچنین دارای (لیتوسپرمین) می‌باشند که برای رنگ کردن مواد غذایی از آن‌ها استفاده می‌کنند.
از این گیاه ترشی بسیار خوش طعمی به‌دست می‌آید.